# Federazione cestistica del Burkina Faso
La Fédération Burkinabe de Basketballè l'ente che controlla e organizza la pallacanestro in Burkina Faso.
La federazione controlla inoltre la nazionale di pallacanestro del Burkina Faso. Ha sede a Ouagadougou e l'attuale presidente è Mouhamed Draboh.
È affiliata alla FIBA dal 1964 e organizza il campionato di pallacanestro burkinabe.